# Cristoforo Colombo (Franchetti)
Cristoforo Colombo és una òpera en quatre actes i un epíleg composta per Alberto Franchetti sobre un llibret italià de Luigi Illica. L'escrivia el 1892 per commemorar el 400è aniversari de l'arribada de Cristòfor Colom a Amèrica.
Encarregada per la ciutat de Gènova, l'hipotètic lloc de naixement de Colom, l'òpera tracta sobre el viatge de la descoberta, la seva oposició per les autoritats espanyoles, l'encoratjament de Colom per la reina Isabel, i finalment, després de les dificultats i el triomf, la seva angoixa quan s'assabenta de la seva mort.
És una òpera essencialment melòdica escrita en l'estil del verisme, rica harmònicament, amb referències òbvies al treball de Richard Wagner. El monòleg del segon acte conté un motiu que recorda Das Rheingold; després de peticions de Terra! Terra! l'orquestra respon amb èxtasi en un fragment que recorda Tristany i Isolda, i llavors un arc de Sant Martí fa d'arc de triomf. S'hi detecten elements anticlericals, especialment en les versions primeres de l'òpera: són els clergues que s'oposen al viatge inicialment, i que violentament intenten evangelitzar als nadius sud-americans.